# Трисвинеццерий
Трисвинеццерий — бинарное неорганическое соединение
свинца и церия
с формулой CePb3,
кристаллы.

## Получение
- Сплавление стехиометрических количеств чистых веществ:

{\displaystyle {\mathsf {3Pb+Ce\ {\xrightarrow {1170^{o}C}}\ CePb_{3}}}}

## Физические свойства
Трисвинеццерий образует кристаллы
кубической сингонии, пространственная группа P m3m, параметры ячейки a = 0,4875 нм, Z = 1,
структура типа тримедьзолота AuCu3
.
Соединение конгруэнтно плавится при температуре 1170°C .
Соединение является тяжелофермионным антиферромагнетиком с температурой Нееля 1,1 К .